# Hat hét, hat tánc
A Hat hét, hat tánc (Six Dance Lessons in Six Weeks) című színdarab Richard Alfieri amerikai író vígjátéka, melyet hatalmas sikerrel játszanak a világ legnagyobb városaiban. A darabban két eltérő korú, társadalmi helyzetű és életvitelű idegen a tánc közben megismeri, majd megszereti egymást, leküzdik a közöttük feszülő ellentéteket.
Los Angeles-i premierje és Broadway-beli szereplése után a darabot tizenkét nyelvre fordították le és több mint húsz országban játsszák vagy játszották. Csak Németországban több mint ötven előadással és két nemzeti turnéval a darab nemzetközi sikert mondhat magáénak és az egyik legtöbb helyen színpadra állított darab lett.
Rendkívül szórakoztató színdarab barátságról, szerelemről, betegségről, arról, hogy milyen nehéz helyesen élni az életünket, és hogy csak egy igaz barát segíthet az elkövetett hibáink, illetve a régi fájdalmak és a magány elfeledésében.

## Történet
Lily Harrison (Vári Éva), egy baptista lelkész özvegye egy öregek otthonában éli nyugdíjas életét saját lakásában. Az asszony táncórákat akar venni otthonában, ezért megkeresi a Hat hét, hat tánc nevű tánciskolát, akik Michael Minettit (Kulka János) küldik ki hozzá, hogy a tánctanár hat hét alatt, hat különböző táncot tanítson meg neki.
Amikor Lily és a különc módon öltözködő, kissé szemtelen, szókimondó, meleg tánctanár Michael először találkoznak, hamar összevitatkoznak. Lily kirúgja, de ő keserű sorsára, életére hivatkozva visszakönyörgi magát, és végül megtartják a táncórát és swinget táncolnak.
A második hét leckéje a tangó. Lily és Micheal újra összezördülnek, mert az asszony hazugságon kapja Michaelt. Ő dühösen mentegetőzik, végül elárulja, miért kellett hazudnia, és távozni akar. Ekkor viszont Lily az, aki szeretné, hogy maradjon, mert kezdi megkedvelni a furcsa fiatalembert.
A harmadik óra a bécsi keringő. Ez alkalommal Michael támad Lilyre, mert megtudta, hogy Lily is hazudott neki. Ő is bevallja, miért hazudott, elmeséli Michaelnek, hogy megözvegyült, és hogyan éli életét egyedül, magányosan. A tangó során egyre közelebb kerülnek egymáshoz.
A negyedik heti órát Lily lemondja a tánciskolánál, de meglepetésére Michael a szokott időben megérkezik. Sőt, levest is hoz magával, mert hallotta, hogy az asszony megbetegedett. Lily vonakodik elfogadni, de Michael rábeszélésének nem tud ellenállni. A leves után foxtrottba kezdenek, és Michael észreveszi, hogy Lily milyen jól táncol, nincs is igazán szüksége tánctanárra.  Inkább magánya miatt kereste meg a tánciskolát, mert társaságra vágyott.
Az ötödik héten elmennek együtt szórakozni, hogy cha-cha-chát táncoljanak immár társaságban. Mindketten fáradtan érnek vissza Lily lakásába, és kiöntik egymásnak lelküket. Lily volt férjéről, családjáról mesél, Michael nem túl fényes kapcsolatairól. Az asszony bírálja a férfit, amiért felhagyott a párkereséssel, és biztatja hogy randizzon.
Az utolsó óra a kortárs táncoké. Michael stílusos öltözékben megjelenik, ám az asszony gyengén, betegen fogadja, keveset táncolnak. A táncórák véget érnek, de kettőjük között mély barátság született. Végül az erkélyen táncolnak egy utolsót, ami után összeölelkeznek.

## Szereplők
- Vári Éva – Lily
- Kulka János – Michael

## Alkotók
- Ilan Eldad – rendező
- Orlai Tibor – producer
- Király Attila és Cortés Sebastián – koreográfus
- Jánoskúti Márta – jelmez
- Fefe – látvány
- Gebora György – zenei vezető
- Fenyvesi Katalin – produkciós asszisztens
- Magyar Mónika – plakát
- Tumbász Hédi – plakátfotó
- Hordós András – kellék

## Háttér
A darab írója, a floridai születésű Richard Alfieri többszörös Írók Céhének-díjnyertes forgatókönyveiért, emellett producerként, színészként is dolgozott több filmen. A Hat hét, hat tánc (Six Dance Lessons in Six Weeks) című színdarabot a Los Angeles-i bemutató és az azt követő Broadway-szereplés után műsorra tűzték Bécsben, Tel-Avivban, Jeruzsálemben, Tokióban, Helsinkiben, Torontóban, Miamiban, Liechtensteinben, Sydneyben, Melbourne-ben, Berlinben, Münchenben, Hamburgban, Düsseldorfban és további huszonöt német városban, valamint Prága és a londoni West End mellett számos városban bemutatták Amerikában. Alfieri jelenleg a Hat hét, hat tánc filmadaptációján dolgozik.

## Fogadtatás
A Hat hét, hat tánc című színdarab, eredeti címén Six Dance Lessons in Six Weeks 2001-ben Los Angelesben debütált a Geffen Playhouse-ban, Uta Hagen és David Hyde Pierce alakításában. A Curtain Up internetes színházi portál már ekkor megjósolta a darab 2002-es Broadway-beli megjelenését és hosszú és boldog életét. A cikkíró jóslata szerint „a kritikusok talán elutasítják, de a közönség szeretni fogja.” A jóslat második része vált be, a darab világszerte nagy sikert aratott. Miután műsorra került a Broadwayen, a Talking Broadway színházi weboldalon igazán vicces, mozgalmas és színpadias darabnak értékelték. A londoni szereplés után az The Independent című lap dicséri a brit színészeket, a darab humorát, a koreográfus munkáját. Az ausztrál Sydney Daily Telegraph szerint a „szigorúan előírt párbeszédek élesek, szellemesek, szórakoztatóak és tele vannak az emberségről szóló velős tartalommal”. A hamburgi Die Welt véleménye az, hogy a darab a színművészet nagy szerencséje, ahol két színész úgy játszik, hogy a közönség velük nevet, velük sír, velük fél és velük él, míg a Hamburger Morgenpost szerint egyszerűen „elsőosztályú”. Japánban a Teatro Magazin írásában egyszerre viccesnek és meghatónak találták, és nagyon szívet melengetőnek. A cikk íróját elgondolkodtatta a mű, mennyire vágyódnak az emberek a kapcsolatok és társaság után. Az isztambuli Milliyet Gazetesi szerint a mű olyan darab, mely szórakoztatja a közönséget és fájdalmat is hagy a szívükben.
A Hat hét, hat tánc nem csak a világ többi részén, de Magyarországon is pozitív visszajelzéseket kapott. A darab elnyerte a Színikritikusok díját, huszonhárom vezető színikritikus szavazatai alapján a produkciót a 2006/2007-es évad legjobb magyarországi zenés szórakoztató előadásává választották – azóta sem tudják levenni a műsorról. A darab elnyerte a Vastaps-díjat a 2008/2009-es szezon legjobb produkciójaként, illetve Kulka János a legjobb férfiszínészként. Magyarországon 2014 márciusáig játszották a darabot, akkor a játszási jogok lejártak és nem hosszabbították meg.
Az Origo.hu a két színészt dicséri, akik zseniálisan kiaknázták „az alaphelyzetben (tánctanítás) és a karakterekben (meleg tánctanár és idősödő floridai özvegyasszony) rejlő komikumot”. Szegeden, ahová a darabot eredetileg csak egyetlen előadásra hívták meg, a nagy érdeklődésre tekintettel pótelőadást kellett beiktatni. A nagykanizsai Zalai Hírlap szerint „vidám estét, kiváló poénokat hozott” nézőinek a két színész előadása. Az előadók „vállaltan bulvárral szórakoztatják a nagyérdeműt, de mélységeket tudnak belevinni, úgy, hogy közben könnyedek maradnak és a mesterség magasiskoláját adják.” Az Est.hu-n azt olvashatjuk, „Parti Nagy Lajos, író és Ilan Eldad rendező biztos kézzel és igényes humorral nyúl a keserédes témákhoz”. A Cseppek.hu weboldal szerint „a keserédes előadás, alkalmas arra, hogy olyan valakivel is megszerettesse a színházat, aki még eddig nem volt színházba járó ember”. A darab 2009. november 13-án kétszázadik alkalommal került bemutatásra.
A színésznek nem kell azzal foglalkoznia, hogy milyen szerep fér bele a kialakított image-ébe. Egyre jobban élvezem, hogy rosszalkodhatok.

## Külső hivatkozások
- Hivatalos weboldal (amerikai)
- A musical adatlapja az Internet Broadway Database-en
- Hivatalos weboldal (magyar) Archiválva 2012. január 17-i dátummal a Wayback Machine-ben